# Елени Русопулу
Елени Наум – Русопулу (на гръцки: Ελένη Ρουσοπούλου - Ναούμ) е видна гръцка журналистка от първата половина на XX век.

## Биография
Родена е в 1870 година в Лайпциг, в семейството на костурския търговец Христодулос Наум. На 18 години се установява в Атина. Жени се за химика Отон Русопулос. Русопулу е една от основателките на Лицея на гъркините и е активна феминистка. В 1909 година основава феминисткото списание „Делтион тон Елинидон“ (Бюлетин на гъркините), а в 1932 - 1940 година е директорка на списание „Елинис“ (Гъркиня). Пише статии по новите за Гърция въпроси за равенството между половете. Превежда „Мери Бейкър Еди“ на Стефан Цвайг. По време на окупацията развива благотворителна дейност и след войната е наградена с орден. Умира в 1950 година.